# Puente del Estrecho de Mackinac
El puente del Estrecho de Mackinac, también es conocido como puente Mackinac, puente de Mackinac o Big Mac, es un puente colgante de los Estados Unidos que atraviesa el estrecho de Mackinac, en el estado de Míchigan.

## Marco geográfico

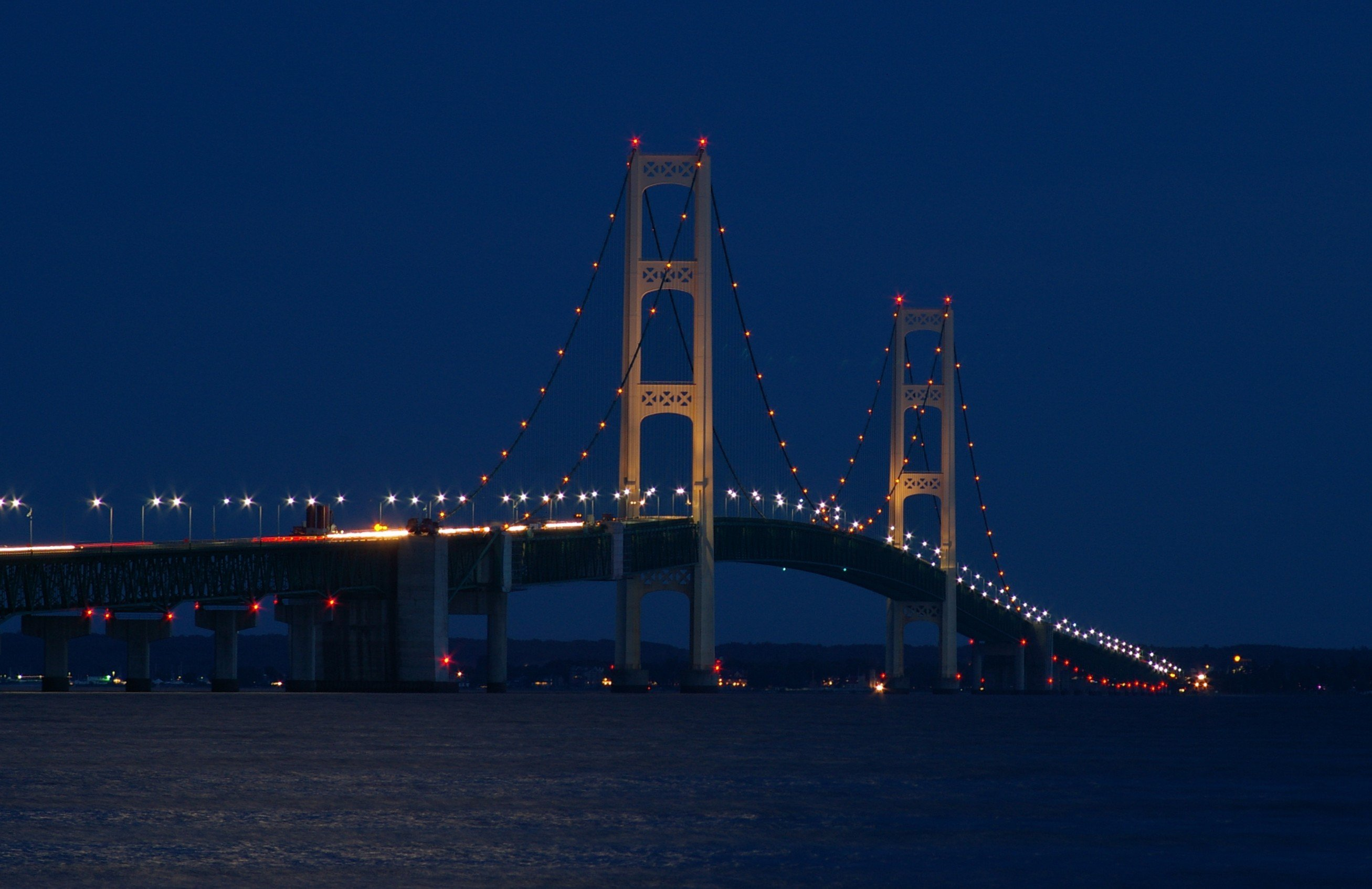
Puente Mackinac de noche.

Este puente une las dos penínsulas que componen el estado de Míchigan: la peninísula superior y la  peninísula inferior, siendo su única conexión por vía terrestre y es parte integral de la carretera Interestatal 75.
Se encuentra entre las ciudades de Mackinac y Saint Ignace cerca de la isla Mackinac, y cruza el estrecho de Mackinac en la región de los Grandes Lagos.

## Marco histórico

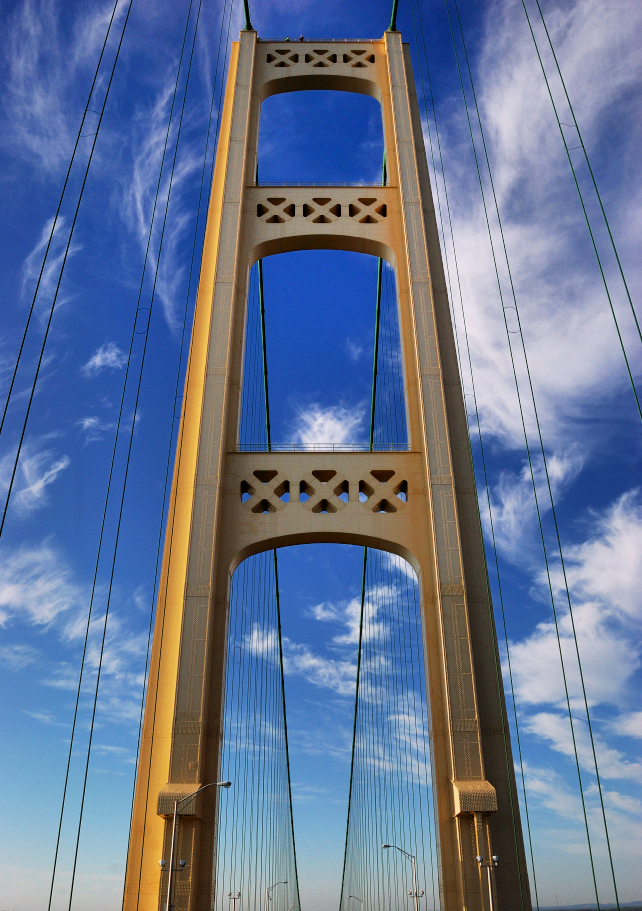
Uno de los pilones del puente del estrecho de Mackinac

En un principio se planeó realizar un diseño similar al puente de Tacoma Narrows, pero ocurrida la trágica desgracia de esta estructura se decidió cambiar por un diseño mucho más seguro y rígido.
Una vez aprobado por las autoridades competentes el diseño realizado por Robinson & Steinman, los trabajos de construcción comenzaron el 7 de mayo de 1954 por la ribera de St. Ignace y al día siguiente en la ciudad de Mackinac, siendo la empresa encargada de la construcción la American Bridge Company. El costo ascendió a la suma de 99 millones de dólares de la época y fue abierto a la circulación el 1 de noviembre de 1957. Unos lo llaman el Puente "Big Mac" o "Mighty Mac".

## Información técnica
Tanto los cables, como pilares y tablero están construidos en acero estructural. El puente tiene una longitud total 2626 m, de los cuales 1158 m corresponden a la luz principal de la superestructura.
Las torres tienen una altura de 168 m, mientras que las dimensiones del tablero son de 21 m de ancho por 11,60 m de espesor.

## Datos
En el año 2006 cruzaron el puente de Mackinac 3 256 000 vehículos, donde los automóviles particulares pagan la cifra de US$ 1,50 por atravesarlo.
El tablero consta de cuatro carriles de rodadura, dos para ambos sentidos de la circulación, donde la velocidad máxima permitida para automóviles es de 72 km/h y para camiones 32 km/h. Se prohíbe estacionar sobre el puente, girar en U y que los camiones circulen por el carril de la izquierda.